# نادي فين هاربز
نادي فين هاربز (بالإنجليزية: Finn Harps F.C)‏ هو نادي كرة القدم أيرلندي يلعب في الدوري الأيرلندي ويعد أبرز نادي في أيرلندا، تم تأسيسه عام 1954.

## الإنجازات
- الدوري الأيرلندي الممتاز لكرة القدم [الإنجليزية]: 2004/2005
- كأس الاتحاد الأيرلندي [الإنجليزية]: 1973-1974
- كأس مدينة دبلن [الإنجليزية]: 1971-1972
- كأس الأخبار الأيرلندية [الإنجليزية]: 1998-1999
- كأس الدرجة الأولى الأيرلندية: 2002/2003
- كأس FAI للناشئين [الإنجليزية]: 1967/1968[2][3]

## روابط خارجية
- الموقع الرسمي